# Liste der Bodendenkmäler in Eschenbach in der Oberpfalz
Auf dieser Seite sind die Bodendenkmäler in der Oberpfälzer Stadt Eschenbach in der Oberpfalz zusammengestellt. Diese Tabelle ist eine Teilliste der Liste der Bodendenkmäler in Bayern. Grundlage ist die Bayerische Denkmalliste, die auf Basis des Bayerischen Denkmalschutzgesetzes vom 1. Oktober 1973 erstmals erstellt wurde und seither durch das Bayerische Landesamt für Denkmalpflege geführt wird. Die folgenden Angaben ersetzen nicht die rechtsverbindliche Auskunft der Denkmalschutzbehörde.

## Bodendenkmäler in Eschenbach in der Oberpfalz
| Lage       | Objekt                                                                                     | Akten-Nr.     | Bild |
| ---------- | ------------------------------------------------------------------------------------------ | ------------- | ---- |
| (Standort) | Untertägige frühneuzeitliche Befunde in der Wüstung „Schlattermühle“.                      | D-3-6236-0015 |      |
| (Standort) | Untertägige mittelalterliche und frühneuzeitliche Befunde in der Wüstung „Weihern“.        | D-3-6236-0016 |      |
| (Standort) | Untertägige mittelalterliche und frühneuzeitliche Befunde in der Wüstung                   | D-3-6236-0017 |      |
| (Standort) | Untertägige mittelalterliche und frühneuzeitliche Befunde in der Wüstung „Rauhenstetten“   | D-3-6236-0035 |      |
| (Standort) | Untertägige Befunde des abgegangenen Schlosses von „Stegenthumbach“                        | D-3-6236-0038 |      |
| (Standort) | Untertägige Befunde im Bereich des ehemaligen Pflegschlosses in Eschenbach i.d. OPf.       | D-3-6236-0044 |      |
| (Standort) | Untertägige Befunde im Bereich der Kath. Maria-Hilf-Bergkirche in Eschenbach i.d. OPf.     | D-3-6236-0045 |      |
| (Standort) | Archäologische Befunde der spätmittelalterlichen Stadtbefestigung von Eschenbach           | D-3-6236-0046 |      |
| (Standort) | Archäologische Befunde und Funde des Mittelalters und der frühen Neuzeit                   | D-3-6236-0047 |      |
| (Standort) | Untertägige mittelalterliche und frühneuzeitliche Befunde in der Wüstung „Römersbühl“.     | D-3-6237-0013 |      |
| (Standort) | Untertägige mittelalterliche und frühneuzeitliche Befunde in der Wüstung „Boden im Thal“.  | D-3-6237-0021 |      |
| (Standort) | Untertägige mittelalterliche und frühneuzeitliche Befunde in der Wüstung Netzart           | D-3-6237-0022 |      |
| (Standort) | Mittelalterlicher Turmhügel.                                                               | D-3-6237-0025 |      |
| (Standort) | Archäologische Befunde des Mittelalters und der frühen Neuzeit im Bereich der Kath. Kirche | D-3-6237-0041 |      |
| (Standort) | Archäologische Befunde der Frühen Neuzeit im Bereich der Friedhofskirche                   | D-3-6237-0043 |      |